# Kumyker

Dagestan, där de flesta kumyker bor.

Kumyker, även kumycker, är ett turkfolk i Dagestan i norra Kaukasien. De flesta kumyker är sunnimuslimer. År 2002 uppgick deras antal till 422 400. Förutom i Dagestan finns kumykiska grupper även i Nordossetien, Ingusjien, Tjetjenien, Ryssland och Turkiet.
Kumykerna nämndes redan av Plinius den äldre och Ptolemaios de första århundradena av efter vår tideräkning. De hade en egen stat under 1400- och 1500-talen, men förlorade gradvis sin autonomi fram till 1867 då Ryssland anslöt deras område till sitt eget imperium.